# 欧纳克
欧纳克（法語：Aunac，法語發音：[onak]）是法国夏朗德省的一个旧市镇，位于该省中北部，属于孔福朗区。2017年1月1日，欧纳克与邻近的2个市镇合并为新市镇夏朗德河畔欧纳克，欧纳克为新市镇行政中心。

## 地理
欧纳克（45°55'4"N, 0°14'28"E）面积4.77 平方千米，位于法国新阿基坦大区夏朗德省，该省份为法国西部内陆省份，北起德塞夫勒省和维埃纳省，东临上维埃纳省，东南至多尔多涅省，南至多爾多涅省，西接滨海夏朗德省。
与欧纳克接壤的市镇（或旧市镇、城区）包括：巴耶、舍诺梅、库蒂尔、穆通、穆托诺、圣弗龙、利谢尔。
欧纳克的时区为UTC+01:00、UTC+02:00（夏令时）。

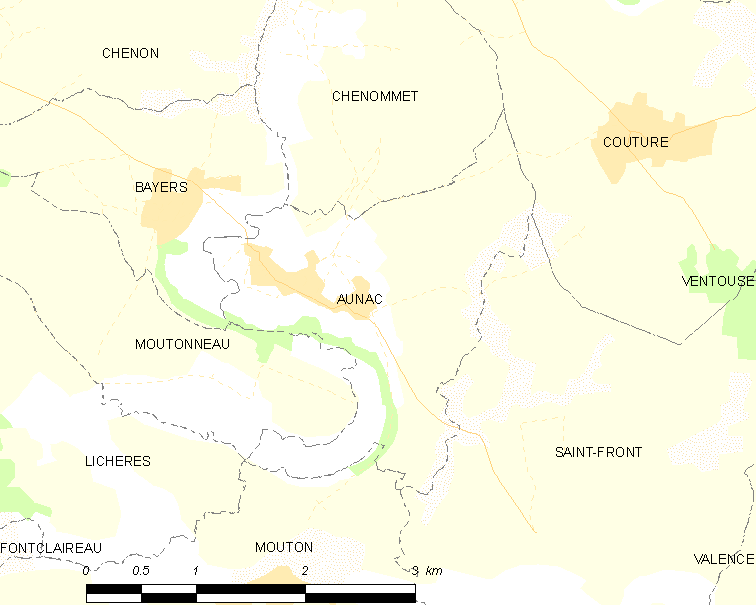
欧纳克的OSM定位图

## 行政
欧纳克的邮政编码为16460，INSEE市镇编码为16023。

## 政治
欧纳克所属的省级选区为布瓦克斯-芒卢瓦县。

## 人口

1962-2008年间欧纳克人口变化图示

欧纳克于2017年1月1日时的人口数量为339人。